# ブラガ
ブラガ（Braga [ˈbɾaɣɐ] ( 音声ファイル)）はポルトガル北西部の都市であり、ブラガ県の県都。ブラガを中心とするミーニョ都市圏は、リスボン都市圏、ポルト都市圏に次ぐポルトガルで第3の都市圏を形成する。
ブラガの歴史は古く、ローマ帝国の属州ガッラエキアの中心地ブラカラ・アウグスタ (Bracara Augusta) として繁栄した。

## 歴史

### ローマ時代
ブラガを中心とするミーニョ地方は先史時代より人々が居住していた痕跡があるが、鉄器時代にはブラカリ人 (Bracari) と呼ばれる人々が住んでいた。彼らは、現在のガリシア地方やポルトガル北部に居住していたとされる。
紀元前136年に古代ローマによるイベリア半島の征服が始まり、アウグストゥスの時代（紀元前20年ごろ）には、ローマ帝国の行政の必要上からブラカラ・アウグスタ（Bracara Augusta）が建設された。
1世紀の間に、ブラカラ・アウグスタは急激な発展を遂げた。ローマ時代の最盛期は2世紀に迎えた。3世紀に入るころ、ディオクレティアヌスは再編された属州ガラエキアの首都をこの地に置いた。
民族移動時代になるとローマ帝国の影響が徐々に弱まっていき、ブラカラ・アウグスタを含む現在の北部ポルトガルとガリシア地方は、中欧から移動してきたスエビ族の勢力範囲となった。410年にはスエビ族の王国が建国され、ブラカラ・アウグスタはスエビ族の王国の首都となった。
しかし、584年ころにはヒスパニアで勢力を拡大してきた西ゴート王国の領域に組み込まれた。

### 「祈りの町」の歴史
「リスボンは楽しみ、コインブラは学び、ポルトは働き、そしてブラガは祈りの町である」という言葉からも明らかなように、ブラガはポルトガルにおいて信仰面で重要な役割を果たしてきている。4世紀には、Patemusと呼ばれる司教がブラガに住んでいたとされる。もっとも、聖オヴィディウス（en:Saint Ovidius）と呼ばれる聖者がブラガにおける最初の聖者とする説もある。5世紀には、アウグスティヌスの友人でもあるパウルス・オロシウス（en:Orosius）がブラガに生まれ、神学、歴史の書物を著している。
6世紀には、ブラガの聖マルティン（en:Martin of Braga）が登場し、スエビ族をアリウス派からカトリックへ改宗させた。また、このころ聖マルティンがブラガ近郊のドゥミオに修道院を建設したとされる。

### 中世
西ゴート王国時代およびムーア人に支配されていたころのブラガの歴史は曖昧である。ムーア人が8世紀にブラガを征服したことがわかっているが、レコンキスタによってフェルナンド1世が1040年にブラガを再征服した。1093年から1147年の間、ブラガにはポルトガル伯領が設けられ、1070年には司教座が設置された。
また、12世紀には初代ポルトガル国王アフォンソ・エンリケスの父親であるエンリケ伯爵の手によって、ブラガはポルトガル伯国の中心として繁栄すると同時に、ブラガ大聖堂の建設が始まった。中世のブラガは大聖堂を中心に発展し、古代ローマ時代の痕跡を全て覆い尽くした。

### 近世以降

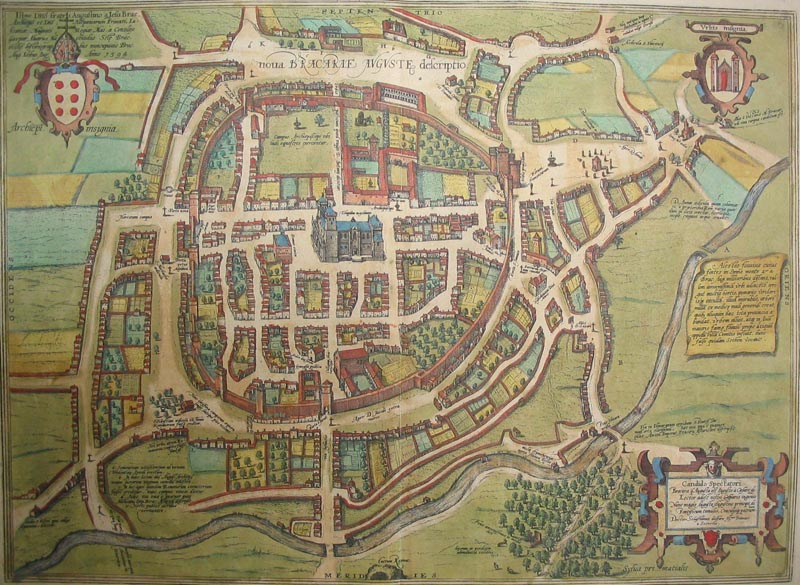
16世紀のブラガの地図。真ん中の大きな建物がブラガ大聖堂。大司教の邸宅は大聖堂の上部にあり、多くの畑を保有していることが分かる。また、中世のブラガは、城壁に囲まれた都市であることも分かる。

とはいえ、16世紀になるとブラガは商業の中心地から取り残されてしまった。大航海時代には、ポルトガルの商業の中心は首都リスボンやアレンテージョ地方の首都であるエヴォラ、中部地方のコインブラに移っていた。このような状況を変化させたのが、16世紀のブラガの大司教を務めたディオゴ・デ・ソウザである。ソウザは、道路を拡張し、広場を作り、病院や協会を新設した。また、老朽化したブラガ大聖堂の改造にも着手し、当時の流行であったマヌエル様式の礼拝堂を増築した。ソウザによるブラガの改造によって、ブラガは中世の都市からルネサンス時代を代表する都市へと変貌を遂げた。ソウザが行った改造の跡は、現在のブラガでも見ることができる。

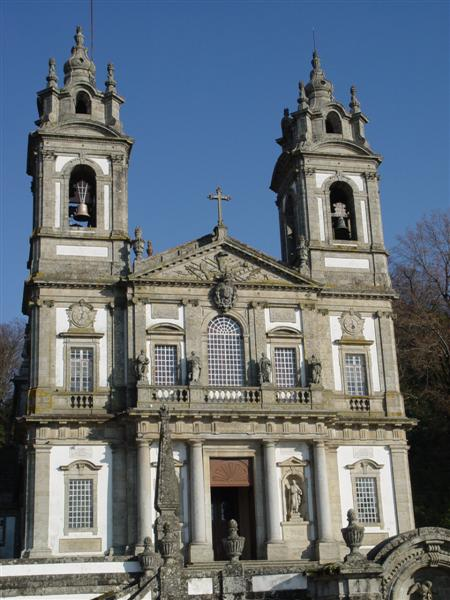
ブラガの郊外の聖地ボン・ジェスズ教会のファザード

18世紀、ブラガは再び繁栄を迎えた。大司教に仕えたアンドレ・ソアレスやカルロス・アマランテといった建築家が、ブラガの町に新しい息吹を与えた。ブラガの郊外には、バロック建築の手法が取り入れられたボン・ジェスズ教会（en:Bom Jesus do Monte）が建設されると同時に、市立図書館や多くの邸宅が建設された。
19世紀になると、ポルトガルが低迷を迎えたのと同様に、ブラガは再び低迷を迎えた。ナポレオン・ボナパルトの半島戦争による荒廃がその要因であった。また、ブラジルにかつて住んでいたポルトガル人の持ち込んだ流行がブラガの建築やインフラストラクチャーに反映された時代でもあった。
20世紀を迎えると、ブラガは都市化すると同時に、新しい需要に適合させるべく町のインフラストラクチャーが劇的に改善されることとなった。

### 文化遺産
前述のように、ブラガは古代ローマ以来の歴史を持つため、多くの文化遺産が残っている。
- ブラガ大聖堂 - ブラガにおける最も重要な建築物。12世紀に建築が始まり、その工事は18世紀まで続いた。
- ブラガ城（Castelo de Braga） - 古代ローマ時代に建設された城であるが、現存するのはゴシック建築の塔のみである。
- コインブラス礼拝堂 - 16世紀に建てられた礼拝堂。
- 旧大司教館（Paço Episcopal Bracarense） - 現在は市立図書館になっている。18世紀に建設された。広場の前には、バロック様式のペリカン噴水がある。
- ポプロ教会（Igreja do Pópulo） - 16世紀に建造された新古典主義建築の教会。
- サンタ・クルズ教会（Igreja de Santa Cruz） - 17世紀建造のバロック様式の教会。

また、ブラガ近郊にも多くの歴史的建造物が残されている。
- ボン・ジェズス教会（Santuário do Bom Jesus do Monte） - 世界遺産。ブラガ郊外の海抜400メートルの丘の上に建つ聖地。階段はバロック様式であり、各階段が泉を有する。巡礼者はこれをのぼっていって聖堂で祈りを捧げるが、複数の階段ルートが組細工のように重層的に続く様は圧巻である。
- ティバエス修道院 - ブラガ近郊のティバエスに位置する修道院であり、17世紀から18世紀にかけて建設されたベネディクト会修道院。

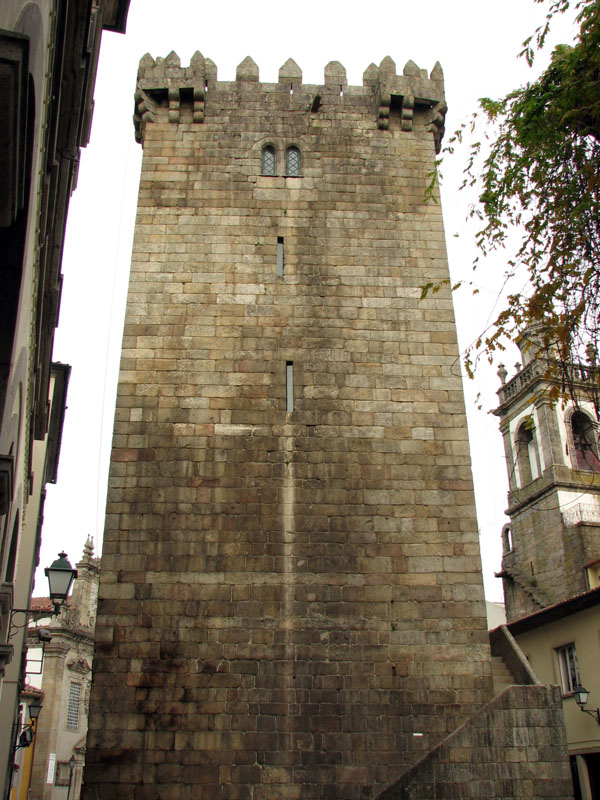
ブラガ城の塔
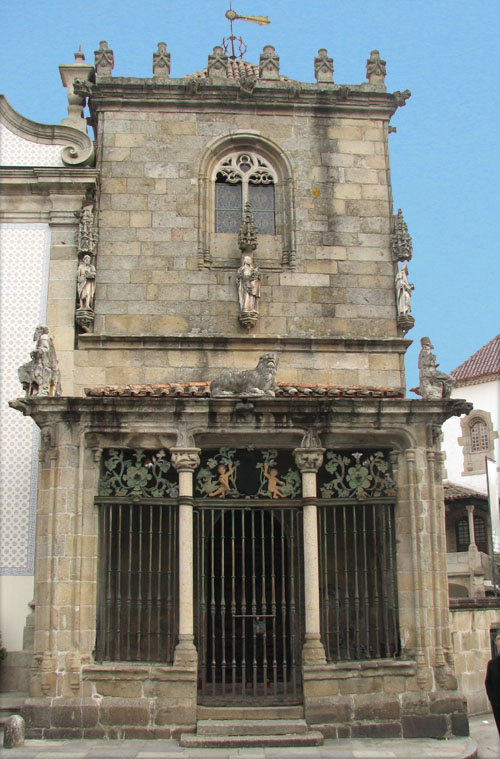
コインブラス礼拝堂
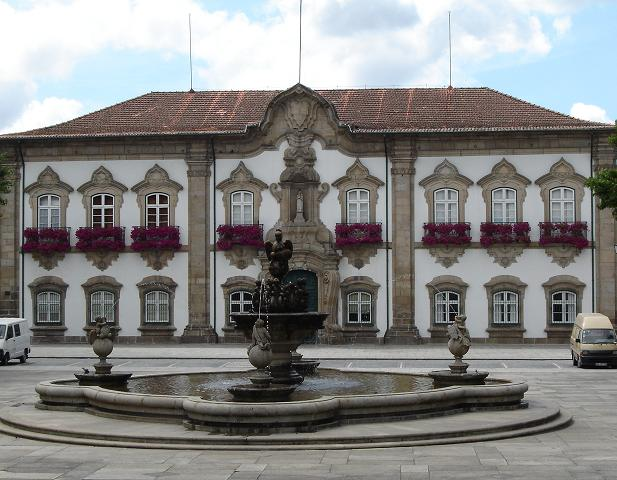
旧大司教館とペリカン噴水
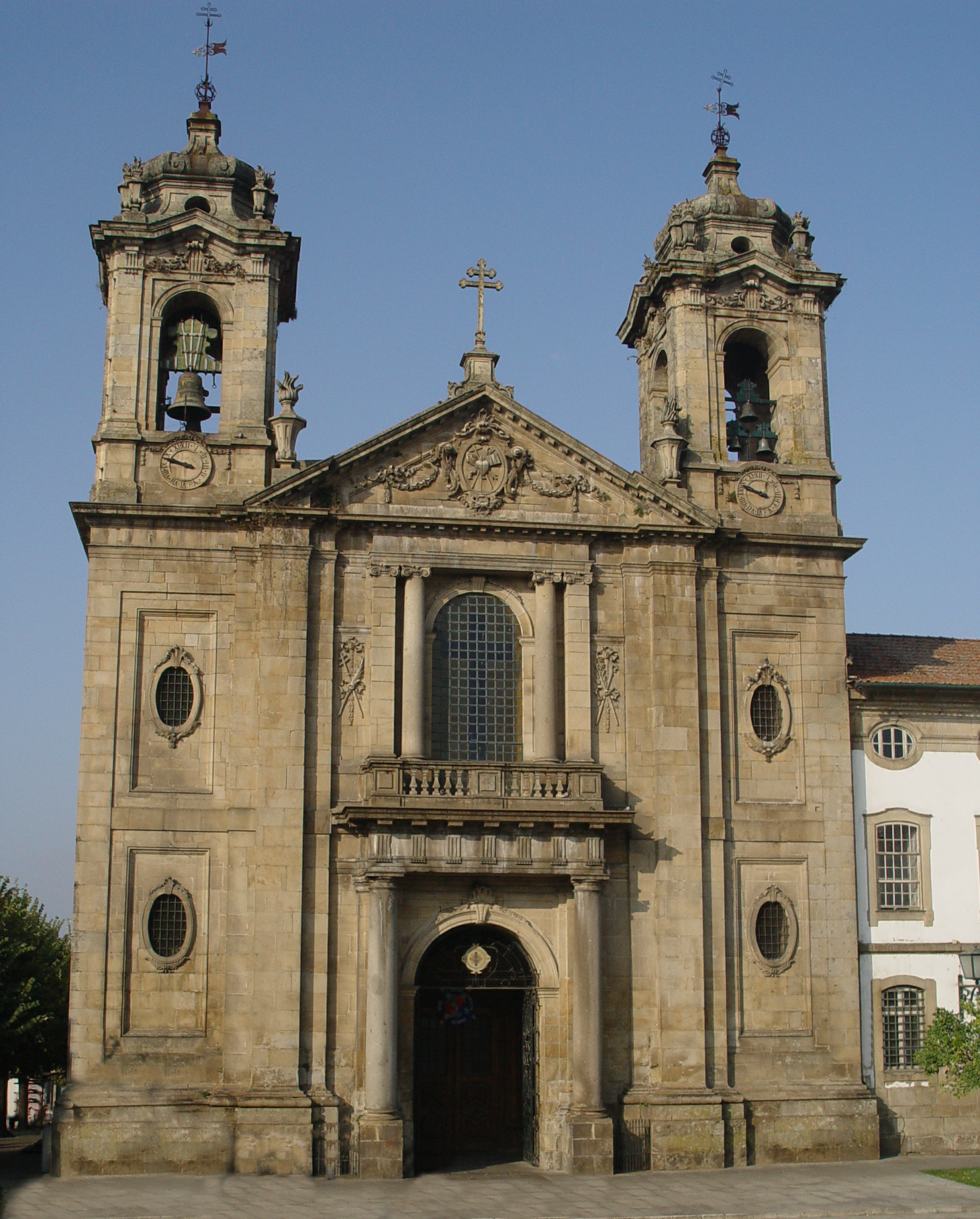
ポプロ教会
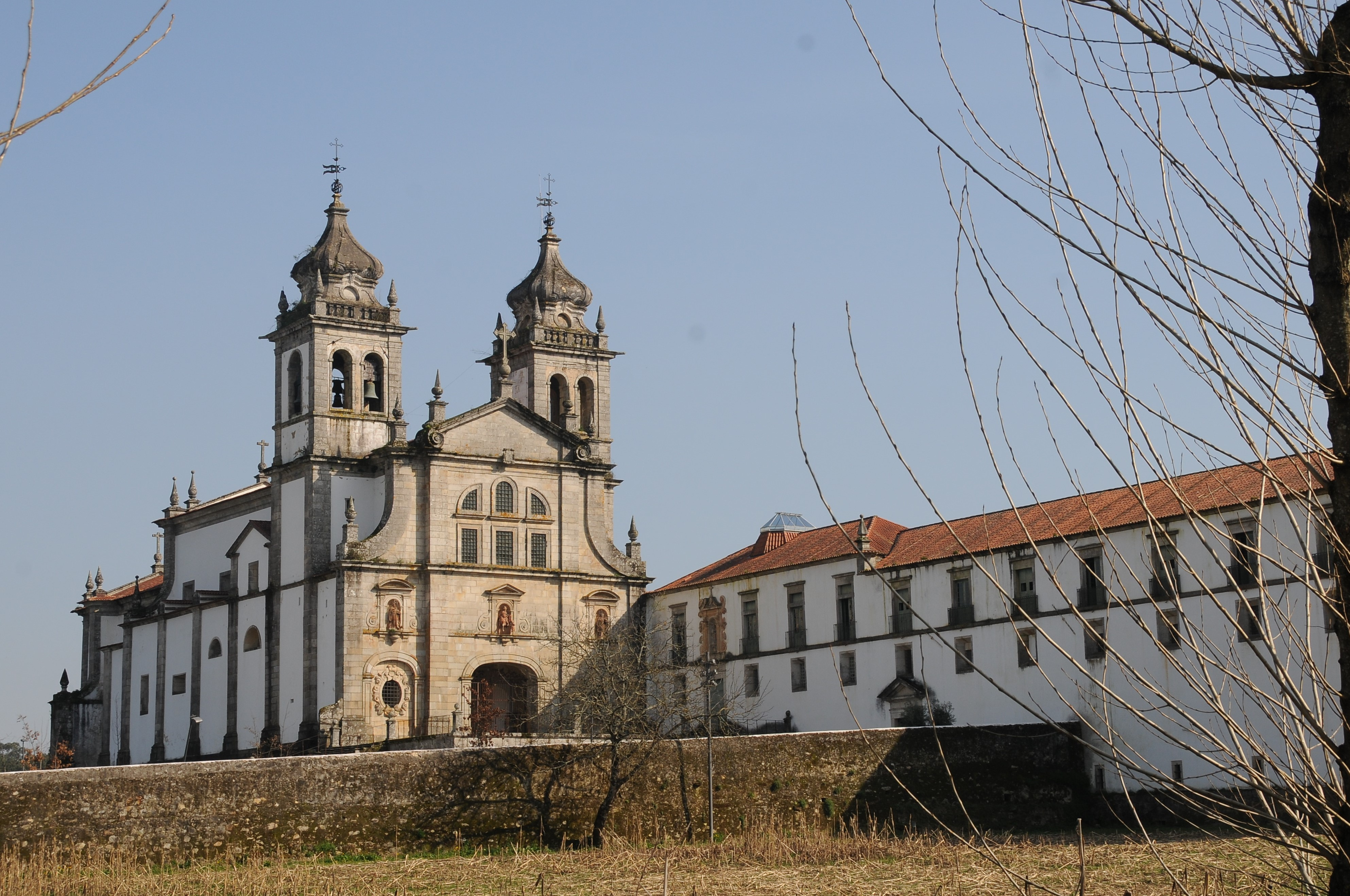
ティバエス修道院

## 産業、教育、スポーツ
ブラガにおける産業の中心は、建設業、金属化工業、ソフトウェアとウェブデザインの開発である。特にコンピューター産業は、急速に発展を遂げている。
ブラガには、1973年に創設された公立のミーニョ大学と1967年に創設された私立大学であるポルトガル・カトリック大学のブラガ校舎がある（他にリスボン、ポルトに校舎がある）。ミーニョ大学は1,100人の教授陣と18,000人の学生を誇る大学である。
ブラガを代表するサッカークラブはSCブラガであり、スーペル・リーガに所属している。また、ブラガサーキットでモータースポーツも行われている。

## 交通
ローマ帝国時代のブラガは何本もの道路が交わる交通の要衝であった。ローマ街道の一部であるジェイラは現在の高速道路のようなもので、ところどころに関所や駅逓などが設けられていた。

### 鉄道
ローマ時代から数世紀後の1875年にルイス1世がブラガ支線を建設し、新たな夜明けを迎える。7年後の1882年3月25日にはボン・イェスズ・ケーブルカーが開業し、蒸気軽便鉄道路線を経由して市内中心部と接続された。また、当時開業した馬車鉄道は、1914年10月5日に電化されてブラガ市電となった。その後、プラド村までの路線延長などが計画されるが、いずれも未成に終わり、1980年代になって路線バスに置き換えられ、廃線となった。
- 中心駅：ブラガ駅（ポルトガル語版）

### 空港
最大25人乗りの飛行機が発着でき、ヘリポートも備えたブラガ空港がある。さらに、約50km離れたところにフランシスコ・サ・カルネイロ空港（ポルト空港）がある。

### 道路
現代になって、交通渋滞を解消するべく道路の拡幅が行われた（厩伯広場、無原罪懐胎通り、ヨハネス21世通り、ヨハネ・パウロ2世通り）ほか、各方面への主要道路と接続する環状道路が存在する。

## 姉妹都市
- ビソーリャ、ギニアビサウ
- クレルモン＝フェラン、フランス
- ピュトー、フランス
- サント・アンドレ、ブラジル
- サン・ニコラウ、カーボベルデ

## 出身者
- ジョアン・カルロス・テイシェイラ  - サッカー選手
- ジョゼ・サ  - サッカー選手
- カルロス・カルヴァリャル  - サッカー選手
- ディオゴ・ダロト  - サッカー選手
- パウロ・コスチーニャ - サッカー選手